# IC 3483
IC 3483 је спирална галаксија у сазвјежђу Дјевица која се налази на листи објеката дубоког неба у Индекс каталогу.
Деклинација објекта је + 11° 20' 49" а ректасцензија 12h 33m 10,0s. Привидна величина (магнитуда) објекта IC 3483 износи 14,7 а фотографска магнитуда 15,5. Налази се на удаљености од 16,8 милиона парсека од Сунца. IC 3483 је још познат и под ознакама MCG 2-32-129, CGCG 70-160, VV 43, ARP 175, VCC 1486, Zwicky's triplet, PGC 41670.